# Alan Eagleson
Robert Alan Eagleson, född 24 april 1933, är en kanadensisk advokat, politiker och idrottsledare. Han blev 1967 den första verkställande direktören för NHLPA, och var under 1970-talet med och möjliggjorde professionella spelares möjligheter att delta i landslagsishockeyn och andra internationella utbyten.

### Fotnoter
1. ↑  Jan Majlard (24 februari 2006). ”Fast i hockeyns skamvrå”. Svenska dagbladet. http://www.svd.se/fast-i-hockeyns-skamvra. Läst 8 november 2015.